# Polarnyj (miasto)
Polarnyj  (ros. Полярный) – miasto w północnej Rosji w obwodzie murmańskim (33 kilometry na północ od Murmańska), blisko ujścia Zatoki Kolskiej do Morza Barentsa.
W pobliżu miasta znajduje się duża baza morska rosyjskiej Floty Północnej również o nazwie Polarnyj.
Od 28 maja 2008 r. Polarnyj razem z miastami Gadżyjewo i Snieżnogorsk tworzą jedno miasto zamknięte – Aleksandrowsk

## Historia
W 1723 roku car Piotr I wydał ukaz, na mocy którego w miejscu dzisiejszego miasta powstała osada wielorybnicza. W 1803 była tu główna baza Białomorskiej Kompanii Wielorybniczej. W 1894 minister Siergiej Witte zaproponował Mikołajowi II założenie w tym miejscu portu handlowego. Budowę portu rozpoczęto w roku 1896, a już w 1899 istniały port i miasto o nazwie Aleksandrowsk. W 1926 roku miasto zdegradowano do rangi wsi. W 1931 zmieniono nazwę na Polarnoje, a w 1939 przywrócono prawa miejskie znowu zmieniając nazwę – tym razem na Polarnyj.
W czasie II wojny światowej w Polarnym mieściła się główna baza radzieckiej Floty Północnej. Również w Polarnym kończyły rejs niektóre statki i okręty konwojów arktycznych.
Po wojnie Polarnyj pozostał ważnym portem i bazą morską, choć główną bazę i dowództwo Floty Północnej przeniesiono do Siewieromorska.

## „Morska dusza”

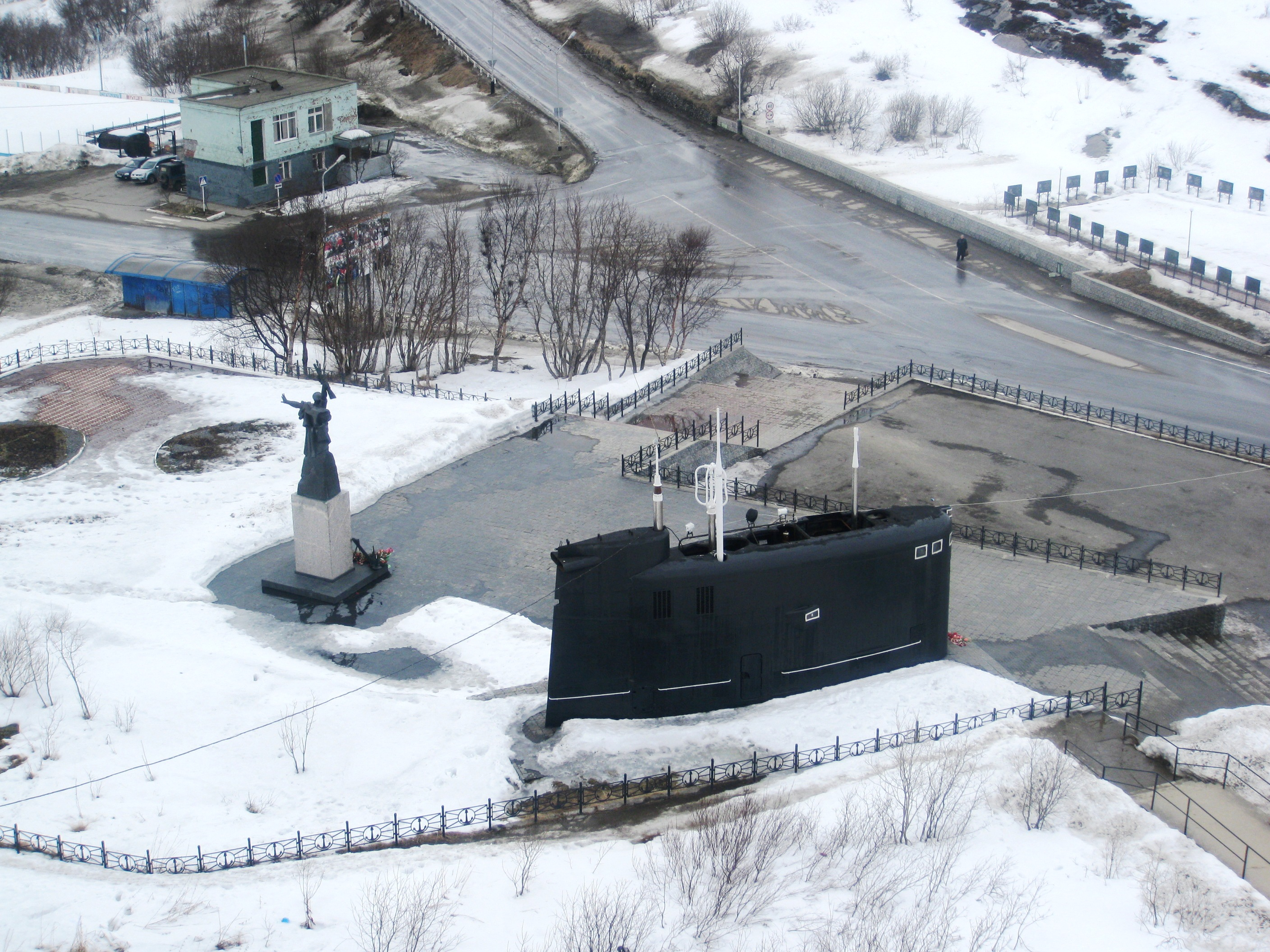
Miejsce pamięci „Morska dusza”

29 lipca 2003 roku, w czasie obchodów 70 rocznicy Floty Północnej otwarto w Polarnym miejsce pamięci „Morska dusza”, poświęcone poległym marynarzom i żołnierzom. Obok siebie stoją: pomnik żołnierza piechoty morskiej i kiosk okrętu podwodnego (wykorzystano kiosk złomowanego okrętu „Komsomolec Czuwaszii”, B-319, proj. 641B). W ścianę cokołu wmurowano tablice z nazwiskami poległych marynarzy.